# Oryx est-african
Oryxul est-african (Oryx beisa) este o specie de antilopă de talie medie din Africa de Est. Are două subspecii: Oryx beisa beisa, care se găsește în stepă și semideșert în Cornul Africii și la nord de râul Tana, și Oryx beisa callotis, la sud de râul Tana, în sudul Kenyei și în unele părți din Tanzania. Specia este clasificată ca fiind pe cale de dispariție de către IUCN.
În trecut, unii taxonomiști le considerau o subspecie a oryxului sud-african (Oryx gazella), însă clasificările moderne le consideră în general o specie de sine stătătoare. Ele sunt distincte din punct de vedere genetic: numărul de cromozomi diploizi este de 58 pentru beisa și de 56 pentru gazella.

## Galerie

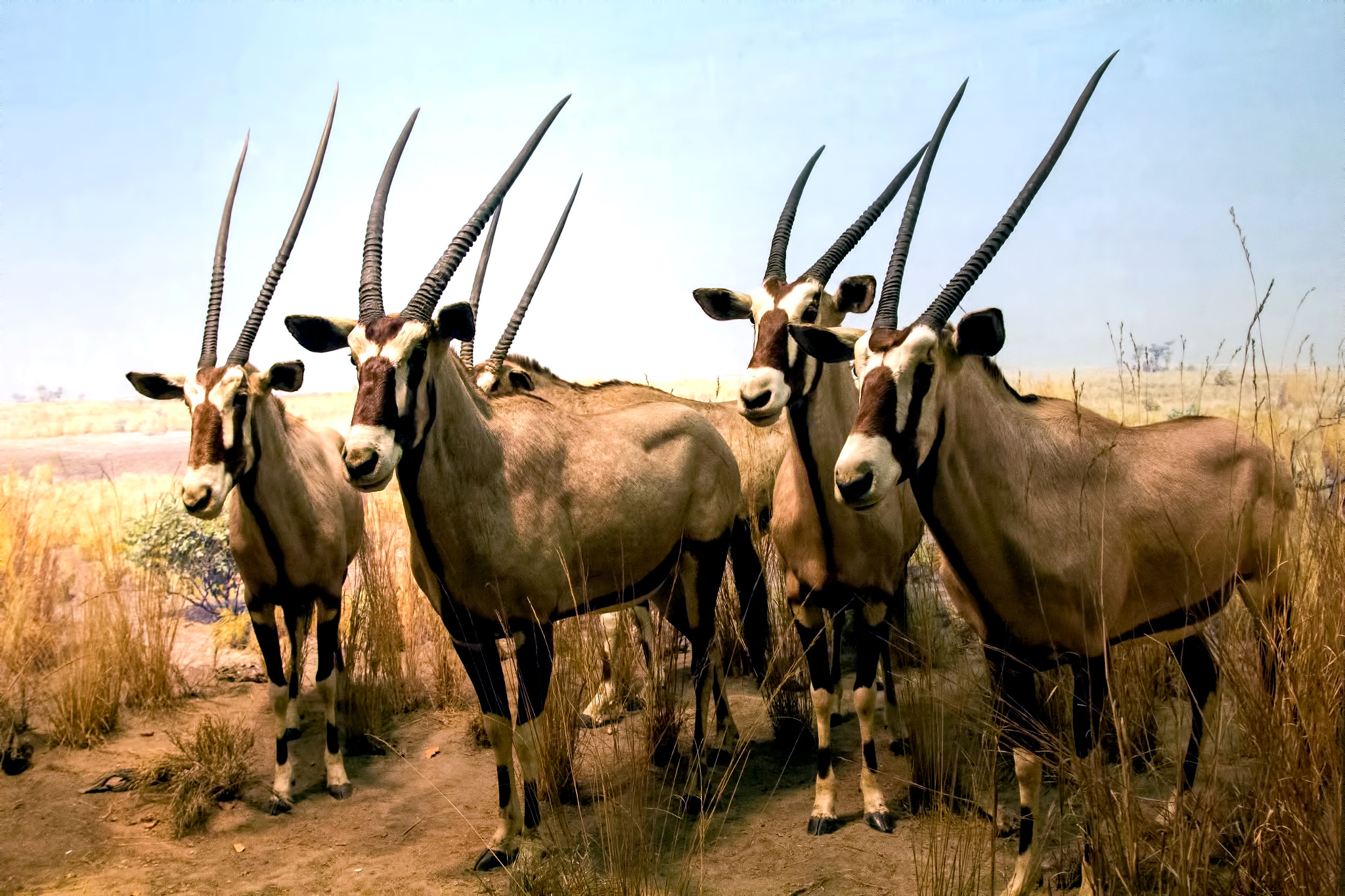
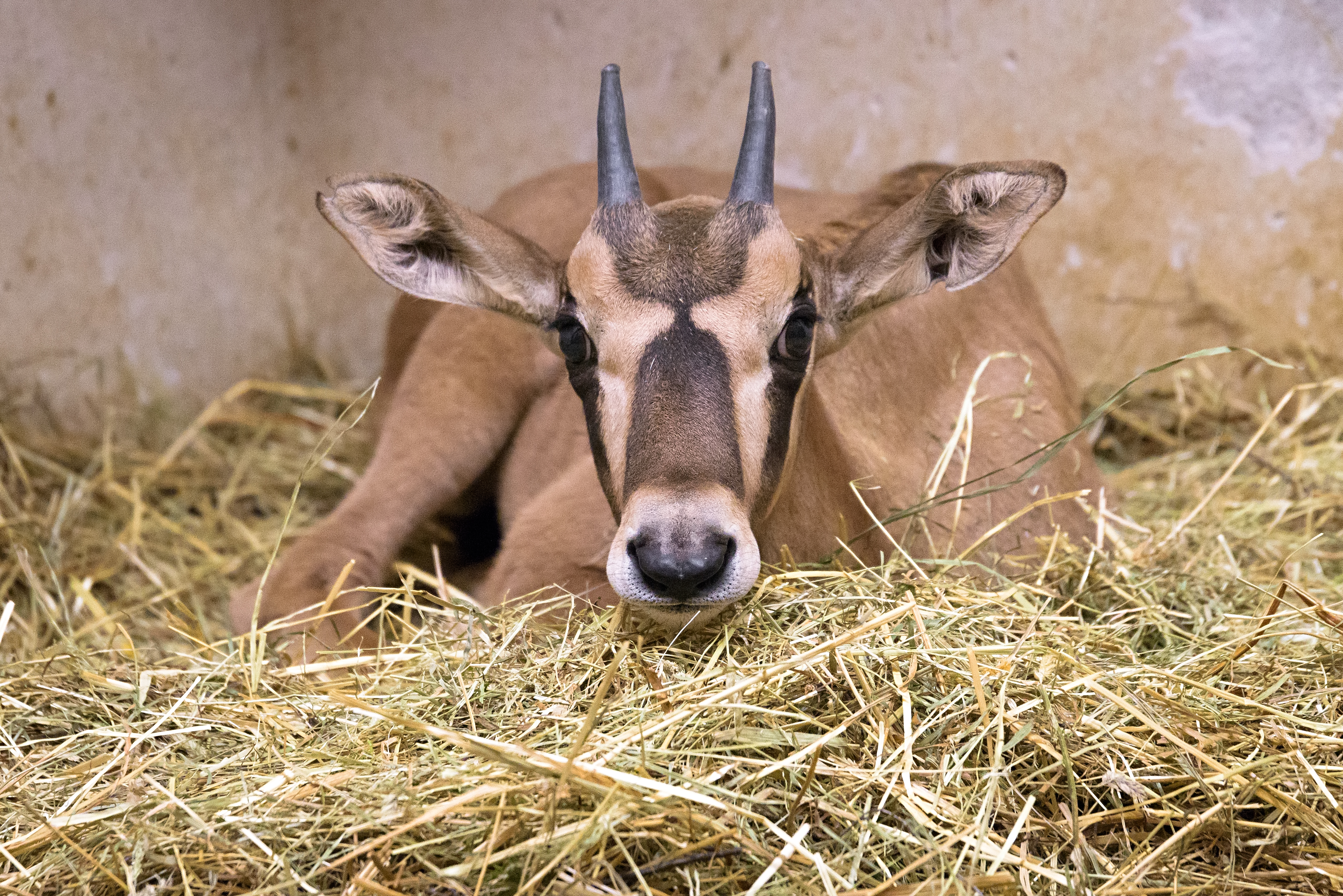
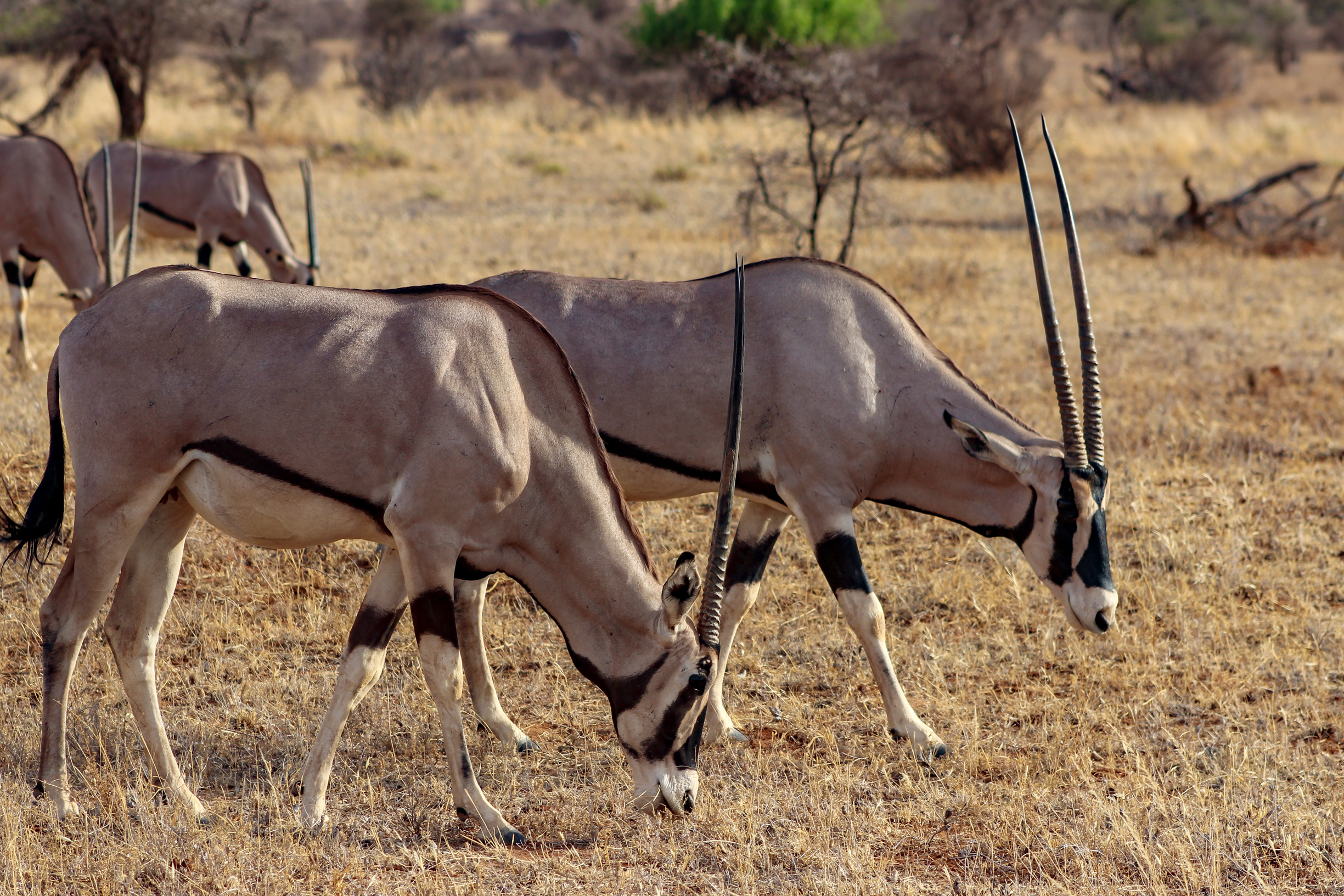